# (37557) 1984 JR
1984 JR (asteroide 37557) é um asteroide da cintura principal. Possui uma excentricidade de 0.17087390 e uma inclinação de 3.12107º.
Este asteroide foi descoberto no dia 9 de maio de 1984 por James B. Gibson em Palomar.